# Пйобезі-Торинезе
Пйобезі-Торинезе (італ. Piobesi Torinese, п'єм. Pióbes) — муніципалітет в Італії, у регіоні П'ємонт, метрополійне місто Турин.
Пйобезі-Торинезе розташоване на відстані близько 520 км на північний захід від Рима, 17 км на південний захід від Турина.
Населення — 3774 особи (2014).
Покровитель — Santa Maura.

## Демографія
Населення за роками:

Станом на 1 січня 2023 року в муніципалітеті офіційно проживало 138 іноземців з 22 країн, серед них 72 громадяни країн Євросоюзу та 2 громадяни України.

## Сусідні муніципалітети
- Кандіоло
- Кариньяно
- Кастаньоле-П'ємонте
- Ноне
- Віново